# Boulevard Raspail

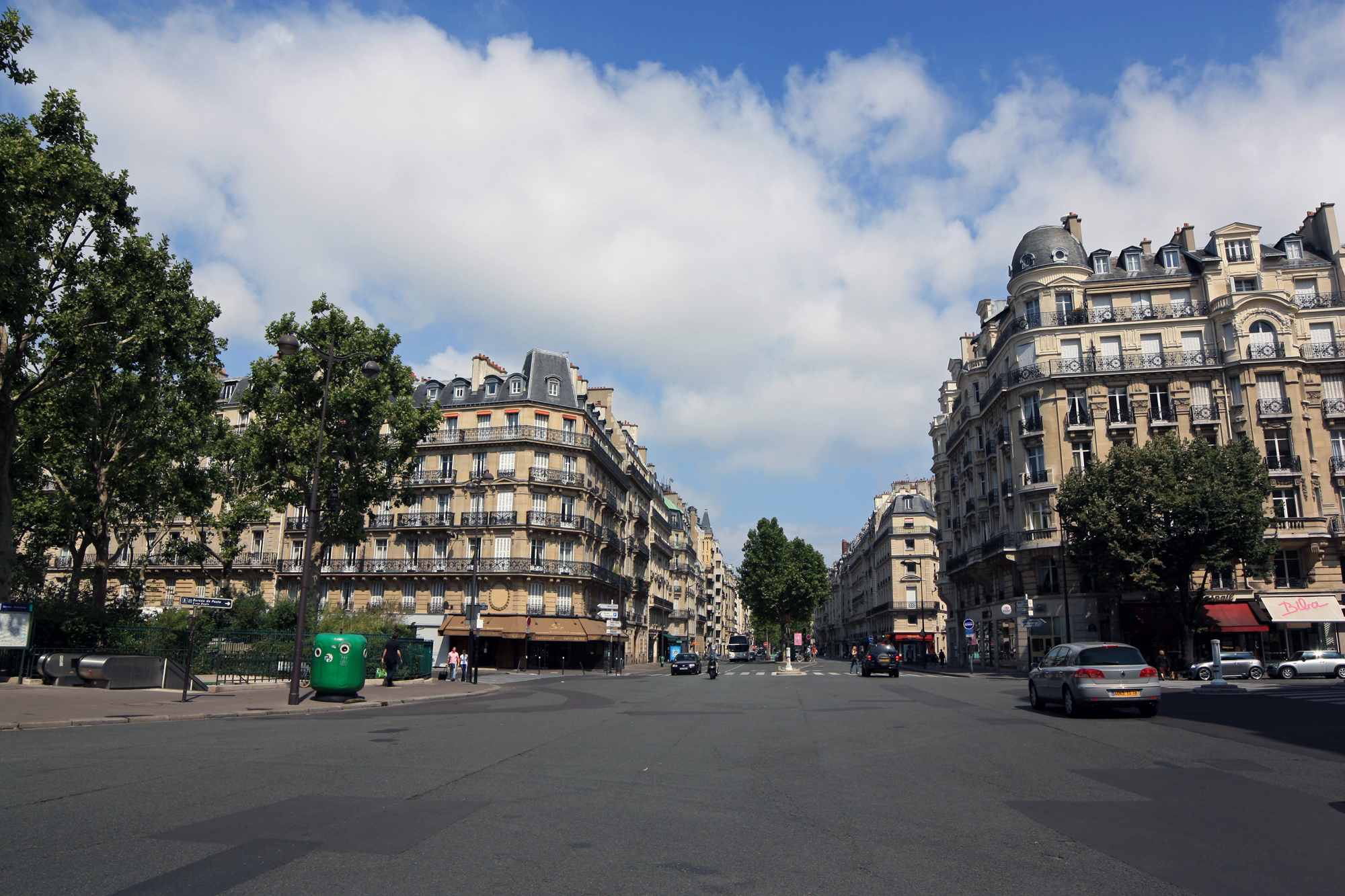
L'intersezione con la rue de Sèvres

Boulevard Raspail è un viale (boulevard) di Parigi situato tra il VI, VII e il XIV arrondissement e realizzato tra il 1760-1767 e la fine del XIX secolo-inizi del XX secolo. In origine chiamato boulevard d'Enfer, prende il nome attuale dal medico e politico François Vincent Raspail.

## Caratteristiche
Il boulevard Raspail ha una lunghezza di 2.390 metri.

## Storia
Il boulevard d'Enfer fu realizzato sotto il regno di Luigi XV di Francia, tra il 1760 e il 1767, per congiungere il Grand Cours du Midi (l'attuale Boulevard Montparnasse) con la Barrière d'Enfer.
Durante il Secondo Impero, il viale fu ampliato con l'aggiunta di un secondo troncone tra il boulevard St-Germain e la rue de Grenelle ad opera del Barone Haussmann.
Il viale fu quindi ulteriormente ampliato con l'aggiunta di un terzo troncone nel 1866 e di un quarto troncone nel 1869.
Nel 1889, il boulevard d'Enfer cambiò anche il proprio nome in boulevard Raspail.
Nel 1913, avvenne l'inaugurazione ufficiale del viale definitivo alla presenza del presidente della Repubblica Raymond Poincaré.

## Edifici principali

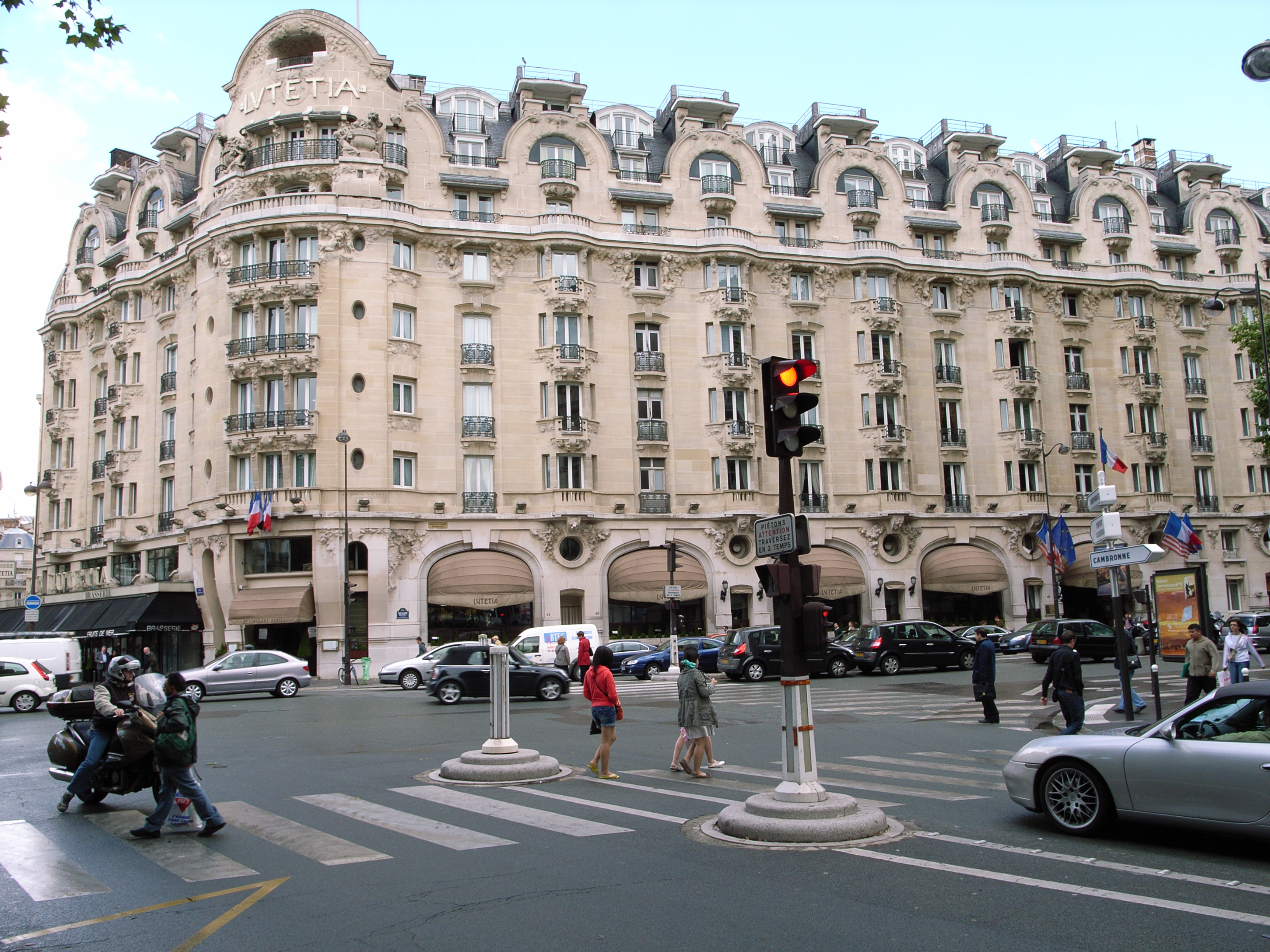
L'Hôtel Lutetia in Boulevard Raspail

### Hôtel Lutetia
Al nr. 45 di boulevard Raspail si trova l'Hôtel Lutetia, edificio progettato dagli architetti Louis-Charles Boileau ed Henri Tauzin ed inaugurato nel 1910.

### École des hautes études en sciences sociales
Al nr. 54 di Boulevard Raspail si trova dagli anni settanta l'École des hautes études en sciences sociales, fondata nel 1947.